# Centro Cultural Matucana 100
El Centro Cultural Matucana 100 (conocido como Matucana 100 o M100) es un centro cultural ubicado en la Avenida Matucana a la altura del número 100 en la comuna de Estación Central en la ciudad de Santiago, Chile, en las dependencias que antiguamente ocuparon las bodegas de la Dirección de Aprovisionamiento del Estado. Es un centro de carácter multidisciplinario en donde conviven teatro, danza, artes visuales, música y cine. Desde 2008 forma parte del Circuito Cultura Santiago Poniente, que agrupa a 11 instituciones del eje Matucana.

## Historia

### Dirección de Aprovisionamiento del Estado
Los galpones de Matucana tienen una data de comienzos de siglo XX, aproximadamente del año 1907, fueron inicialmente utilizados como bodegas de la Dirección de Aprovisionamiento del Estado, predecesor de ChileCompra, cuya sede está en lo que es hoy la Biblioteca de Santiago (Monumento Histórico desde 2001).
El emplazamiento de las bodegas estaba a una distancia intermedia de las principales estaciones ferroviarias de la capital: la Estación Mapocho, que conectaba con el norte del país; y la Estación Central, que conecta con la zona sur.
Hasta el día de hoy funciona el Túnel Matucana, un conducto ferroviario que unía la desaparecida Estación Yungay hasta la Estación Central. Una vía que reemplazó a la vía férrea que pasaba por la superficie de Avenida Matucana. Actualmente el tren de carga pasa de manera esporádica bajo tierra por el pasaje Los Tilos para salir por el costado de la Usach y empalmar con la Estación Central.

### Bodegas Teatrales de Matucana 100
El espacio en el cual actualmente se emplaza el Centro Cultural Matucana 100, estuvo desocupado muchos años, hasta que el Ministerio de Bienes Nacionales de Chile se lo entregó al director de teatro Andrés Pérez y su compañía Gran Circo Teatro. El propósito de Andrés era crear un espacio cultural alternativo, dedicado a la gestión cultural independiente y la formación, creación, investigación e intercambio de actores, técnicos y músicos nacionales e internacionales. Al espacio se le denominó Bodegas Teatrales de Matucana 100. Sin embargo, la oficialización de la entrega del espacio no alcanzó a realizarse. La compañía fue desalojada del espacio, lo que generó una fuerte polémica. En respuesta al desalojo, la compañía realizó una performance en la que Andrés Pérez se colgaba de una horca, y varios cuerpos eran arrastrados en carros como cadáveres.

### Inicios del Centro Cultural Matucana 100
El Centro Cultural fue inaugurado en 2001, como una corporación de derecho privado sin fines de lucro, aliada con el Gobierno de Chile, actualmente a través del Ministerio de las Culturas las Artes y el Patrimonio.
Matucana 100 se ha desarrollado en etapas sucesivas. La primera etapa de funcionamiento, entre 2001 y 2002, fue denominada Matucana 100 en rodaje. Durante este período se habilitaron cuatro espacios donde debutaron las primeras actividades programadas, todavía en marcha blanca y sin condiciones óptimas. En esta época se presentaron reconocidas compañías chilenas, entre ellas, el Teatro La Memoria y La Troppa, así como conocidos artistas visuales como Gracia Barrios y José Balmes.
En 2003 se inició la segunda etapa, Matucana 100 en construcción, en la que comenzó a materializarse la construcción del Teatro Principal, con capacidad para 520 personas, obra adjudicada al arquitecto Martín Hurtado luego de un concurso público. Para el estudio previo se consultó con actores y técnicos para recoger sus ideas sobre un escenario de primer nivel para las artes escénicas. Se conservaron los muros perimetrales de ladrillo, y como material se utilizaron maderas laminadas de pino oregón y raulí. En el nivel inferior de dicho teatro se acondicionó una galería de arte de 300 m², llamada Galería Concreta. Este fue el primer teatro construido en Santiago después de 30 años y el primer centro cultural contemporáneo de estándar internacional levantado después de la dictadura militar.

### M100 se afianza
Finalizada la construcción del Teatro Principal, 2004 fue el año de la consolidación del centro cultural, a través del eslogan «Matucana 100, simplemente cultura», con más de cien espectáculos, 16 exposiciones y gran afluencia de público. Los años 2005 y 2006 representaron una nueva etapa institucional. Se dejaron los eslóganes y se presentó solo como Centro Cultural Matucana 100. Se concretaron las remodelaciones de la Galería de Artes Visuales y el Espacio Patricio Bunster, que fueron recuperados para acoger nuevas creaciones.

### Nueva etapa

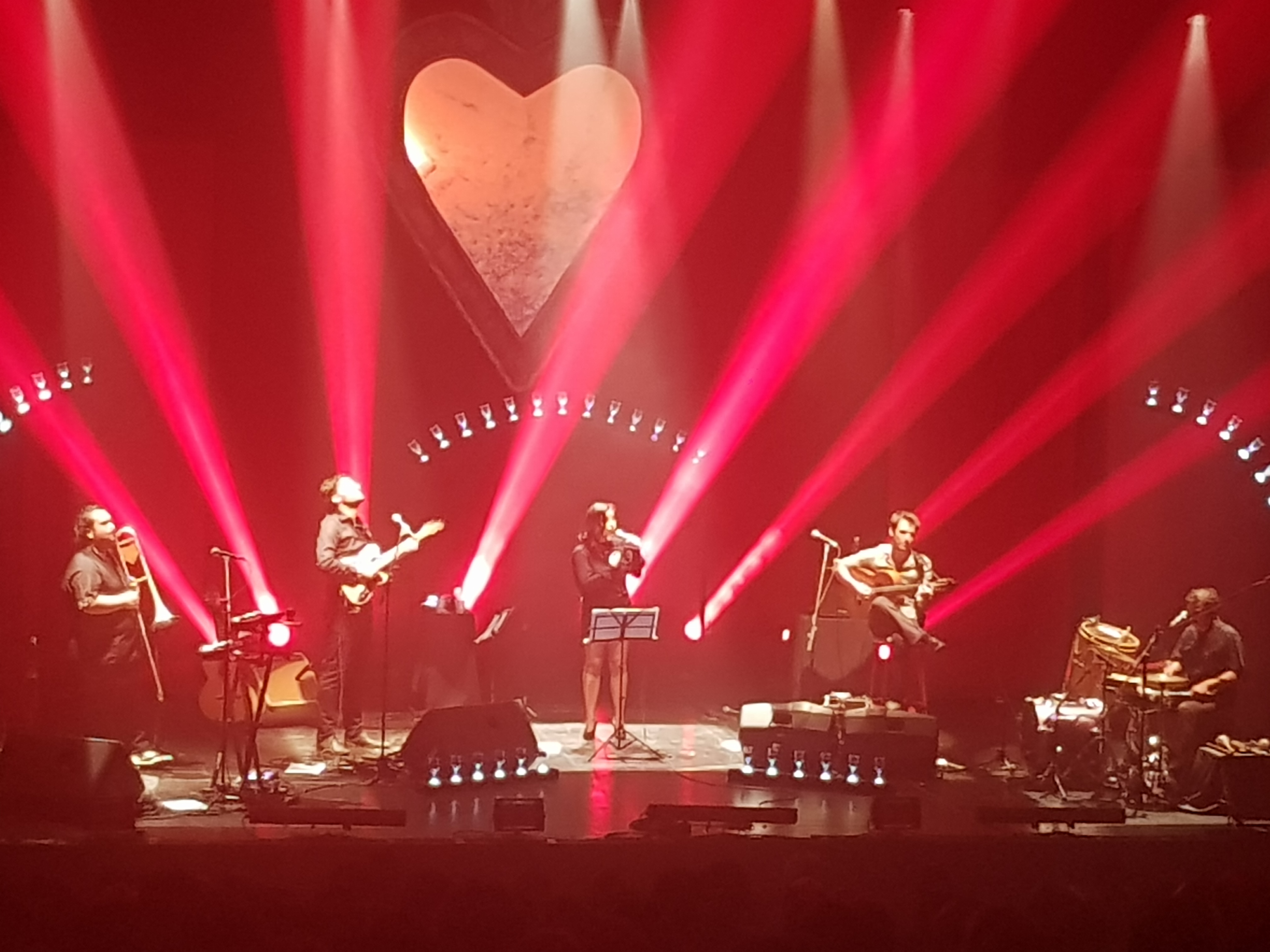
Concierto de Ana Tijoux en Matucana 100

El terremoto de 2010 dejó al edificio en donde funciona la Galería de Artes Visuales, construido en 1911, con problemas estructurales, suspendiéndose toda actividad durante el año en ese espacio. Los daños del terremoto obligaron a impulsar un plan maestro y estratégico a cinco años, para abordar las necesidades de infraestructura. Se rehabilitó de la Galería de Artes Visuales, se construyó la Mircrosala y el Cine M100 y la Huerta M100 (diseñada inicialmente por la artista visual Caterina Purdy).
Dentro de la programación se desarrolló un festival de música llamado MFest, con seis ediciones desde 2013 a 2019; se amplió y diversificó la cartelera de cine, con énfasis en las producciones nacionales; se realizaron muestras permanentes de videoarte en la Galería Concreta, se desarrolló la danza urbana, el teatro familiar y escolar y la alianzas con importantes festivales como Santiago Off, Santiago a Mil, Famfest y Femcine.